# The Notebook (phim)
The Notebook (tạm dịch: Cuốn sổ tay) là một bộ phim chính kịch lãng mạn của Mỹ năm 2004 của đạo diễn Nick Cassavetes, với kịch bản của Jeremy Leven và Jan Sardi, dựa trên tiểu thuyết cùng tên năm 1996 của Nicholas Sparks. Phim có sự tham gia của Ryan Gosling và Rachel McAdams trong vai của một cặp đôi trẻ yêu nhau những năm 1940. Câu chuyện tình của họ được một người đàn ông lớn tuổi (do James Garner thủ vai) đọc từ một cuốn sổ, kể câu chuyện cho một người cùng ở trong viện dưỡng lão (do Gena Rowlands, mẹ của đạo diễn Cassavetes thủ vai).
Cuốn sổ tay vấp phải khá nhiều đánh giá trái chiều, nhưng tại phòng vé phim được đón nhận khá tốt và nhận được một số đề cử giải thưởng, giành được tám giải Teen Choice Awards, một giải Giải Satellite và một giải Giải Điện ảnh và Truyền hình của MTV. Bộ phim đã trở thành một bộ phim ăn khách  và đã đạt được một lượng fan cứng nhất định. Vào ngày 11 tháng 11 năm 2012, ABC Family đã công chiếu thêm một phiên bản mở rộng với các cảnh bị cắt được thêm vào cốt truyện gốc.

## Nội dung
Tại một viện dưỡng lão thời hiện đại, một người đàn ông lớn tuổi đọc một câu chuyện lãng mạn từ cuốn sổ của mình cho một bệnh nhân khác.
Năm 1940, tại một lễ hội ở Đảo Seabrook, Nam Carolina, một công nhân nhà máy gỗ nghèo Noah Calhoun anh ấy đã nhìn thấy một cô gái 17 tuổi Allison "Allie" Hamilton người đang trải quả kỳ nghỉ hè trong thị trấn với cha mẹ cô. Anh ấy đã theo đuổi cô ấy và họ đã bắt đầu một mối tình vào mùa hè năm ấy. Vào một đêm, Allie đi đến nhà của Noah và gặp cha của anh là Frank Calhoun ông ấy ngay lập tức thích Allie và đưa cô tiếp đãi cô như một người thân trong gia đình. Vài ngày sau, Noah được cha mẹ cô là John và Anne Hamilton mời đến nhà nhưng không giống Frank, họ không có ấn tượng gì với Noah. Tối hôm đó, Noah đã đưa cô đến một căn nhà tên là Windsor bị bỏ hoang mà anh định mua và sửa sang lại nó. Khi ở đây, Allie yêu cầu Noah làm tình với cô ấy, nhưng sau đó đã trở nên lo lắng và lan man. Họ bị gián đoạn bởi bởi người bạn của Noah là Fin với tin tức rằng cha mẹ của Allie đã cho cảnh sát tìm cô ấy.
Khi Allie và Noah trở về biệt thự của cha mẹ cô, cha mẹ của Allie, đặc biệt là mẹ cô Anne, nói rõ rằng họ không chấp nhận mối quan hệ và cấm cô gặp anh ấy. Nghe thấy được hết những lời mà mẹ Allie xúc phạm, Noah đã bỏ ra ngoài và Allie đã đuổi theo anh. Một cuộc tranh cãi đã xảy ra và Allie đã chia tay với Noah, nhưng ngay lập tức cô đã hối hận về điều đó. Sáng hôm sau, Anne thông báo rằng gia đình sẽ trở về nhà ở Charleston vào ngày hôm đó. Allie cố gắng tìm Noah tại nơi làm việc nhưng lại không thành công tìm thấy anh ấy, vì vậy cô đã nhờ Fin nới với anh rằng cô yêu anh. Noah chạy đến nhà Allie nhưng cổng đã bị khoá.
Noah viết thư cho Allie suốt một năm, nhưng mẹ Allie đã giấu chúng. Sau 365 bức thư, Noah ngừng viết. Anh tham gia cùng Fin để chiến đấu trong chiến tranh thế giới thứ hai, nơi Fin bị giết trong trận chiến. Allie tình nguyện làm trợ lý y tá trong một bệnh viện dành cho thương binh, nơi cô gặp Đại uý Lon Hammond Jr., một luật sư trẻ. Sau một vài năm, cả hai đính hôn, trước sự vui vẻ của cha mẹ Allie.
Noah trở về sau cuộc chiến và được biết rằng cha anh đã bán ngôi nhà của họ để Noah mua căn  Windsor Plantation. Anh ta tự thuyết phục bản thân rằng nếu anh ta sửa sang lại ngôi nhà thì Allie sẽ quay trở về với anh ta. Trong khi Allie đang mặc váy cưới, cô ấy phát hiện một tin tức trên báo về ngôi nhà mà Noah đã sửa sang lại. Cô ấy ngất xỉu ngay khi nhìn thấy.
Allie ngập tràn trong những ký ức và tình cảm chưa được giải đáp dành cho Noah, và cô đã xin phép Lon đi du lịch trước đám cưới. Cô quay trở lại Seabrook để tìm Noah đang sống trong ngôi nhà mơ ước của họ. Hai người đã hàn gắn và điều chỉnh lại mối quan hệ. Vài ngày sau, mẹ Allie xuất hiện trước cửa nhà Noah để cảnh báo Allie rằng Lon đã theo cô đến Seabrook. Bà cũng tiết lộ rằng, giống như con gái mình, bà đã từng yêu một thanh niên thuộc tầng lớp thấp hơn và vẫn nghĩ về anh ta và cuộc sống của họ có thể đã khác như thế nào. Bà ấy đã đưa cho Allie tất cả những bức thư mà Noah đã viết. Bà ấy nói với cô ấy rằng hy vọng Allie chọn đúng.
Sau một cuộc tranh cãi tình cảm với Noah, Allie đưa ra sự lựa chọn khó khăn là lái xe trở lại khách sạn của mìn và thú nhận sự không thủy chung của mình với Lon. Lon nói rằng anh vẫn yêu cô và mong cô quay lại, nhưng cô quyết định quay lại với Noah.
Ở hiện tại, hoá ra người phụ nữ lớn tuổi đang nghe cậu chuyện chính là Allie, hiện đang mắc chứng mất trí nhớ, và Noah người đi cùng để không làm cô ấy giật mình trong tình trạng mất trí nhớ, chính là chồng cô ấy. Trong giai đoạn đầu mắc bệnh, Allie đã viết nhật ký kể chi tiết về mối tình lãng mạn và cuộc sống chung của họ để anh có thể đọc cho cô nghe để giúp cô nhớ lại. Một ngày nọ khi anh ấy đang đọc cuốn sổ, cô ấy đã nhớ ra và nhận ra anh ấy. Cô ấy hỏi còn bao lâu nữa trước khi cô ấy lại quên, và Noah đã trả lời với cô ấy là không quá năm phút. Họ đã nhảy theo bài hát "I'll Be See You".
Allie lại nhanh chóng tái phát lại bệnh và hoảng loạn, và nhân viên y tế phải dùng thuốc an thần cho cô. Noah bị đau tim phải nhập viện, còn Allie được đưa đến khu bệnh mất trí nhớ trong cùng một bệnh viện. Sau khi hồi phục, mặc dù không được phép vào Noah đến phòng Allie ngay trong đêm, và cô nhớ lại. Họ hôn nhau, nắm tay nhau và chìm vào giấc ngủ. Đến sáng, một y tá phát hiện cả hai đã chết, hai tay vẫn nắm chặt vào nhau.

## Diễn viên
- Ryan Gosling trong vai Noah "Duke" Calhoun
  - James Garner trong vai Noah "Duke" Calhoun (lúc già)
- Rachel McAdams as Allison "Allie" Hamilton
  - Gena Rowlands trong vai Allison "Allie" Calhoun (họ cũ Hamilton) (lúc già)
- Joan Allen trong vai Anne Hamilton
- James Marsden trong vai Lon Hammond, Jr.
- Jamie Brown trong vai Martha Shaw
- Sam Shepard trong vai Frank Calhoun
- David Thornton trong vai John Hamilton
- Kevin Connolly trong vai Fin
- Heather Wahlquist trong vai Sara Tuffington
- Ed Grady trong vai Harry
- Obba Babatunde trong vai Bandleader
- Robert Falcon Scott trong vai Lying Extra

## Sản xuất
Bàn quyền điện ảnh đối với tiểu thuyết của Nicholas Sparks đã được New Line Cinema mua lại vào năm 1996, do nhà sản xuất Mark Johnson làm đại diện.Jeremy Leven được thuê về viết kịch bản, điều này đã thu hút sự chú ý của đạo diễn Steven Spielberg vào năm 1998, người mong muốn Tom Cruise vào vai Noah Calhoun. Sự cam kết Spielberg với các dự án khác dẫn đến việc Jim Sheridan trở thành đạo diễn vào năm sau. Bộ phim bắt đầu được quay vào năm 1999 nhưng bị lùi lại quá trình viết lại. Cuối cùng Sheridan đã rút lui vào tháng 10 năm 2000 để thực hiện In America.Martin Campbell tham gia thảo luận để chỉ đạo vào tháng 3 năm 2001, trước khi ông bị thay thế bởi Nick Cassavetes một năm sau đó. Khi mới bắt đầu phát triển, George Clooney sẽ đóng vai Noah, và Paul Newman sẽ đóng vai Noah lúc già, nhưng sau khi Clooney xem một số bộ phim của Newman, ông ấy đến gặp Paul và nói rằng anh ấy không giống Noah.